# Zahira Abdin
Zahira Abdin (àrab: زهيرة عابدين, Zahīra ʿĀbdīn) (el Caire, 1917-2002) va ser una pediatra i especialista en valvulopatia egípcia.

## Biografia
Zahira Abdin va néixer el 15 de juny de 1917 al Caire, filla de Hafez Hussein Abdin, advocat i exparlamentari. Va anar a l'escola primària Heliopolis i a l'escola secundària Princesa Fawzia. El 1936 va aconseguir la màxima marca a la secundària. Va estudiar medicina a la Universitat del Caire. El 1943 es va casar amb Abdel Moneim Abdul Fadl, amb qui van tenir tres filles i un fill: Mona Abul Fadl, professora de ciències polítiques a la Facultat d'Economia i Ciències Polítiques; Hoda Abdul Al-Fadl, professora de patologia a Al-Qasr Al-Ayni; Omar Abdul-Fadl, enginyer; i Adda Abdul Fadl, professora de pediatria a la Universitat de Benha.
El 1956 Zahira Abdin es va convertir en professora ajudant a la Universitat del Caire i va ser nomenada professora el 1966. Va ser pionera en pediatria social a l'Orient Mitjà. En aquella època, les malalties reumàtiques del cor eren una de les principals causes de mortalitat infantil a Egipte. Zahira Abdin va crear el Free Pyramid Rheumatic Heart Center el 1957. Als anys seixanta va ser la primera en identificar la soca estreptocòcica causant de la malaltia. El 1975 va crear l'Institut de Salut Infantil a Dokki, el Caire. El 1986 va crear el Dubai Medical College for Girls (DMCG).
Zahira Abdin va ser cofundadora de l'Associació de Dones Egipcies, editant els primers números de la seva revista. Va ser la primera metgessa egípcia i la primera metge àrab a convertir-se en membre del Royal College of Physicians de Londres. El 1990, la Primera Dama d'Egipte, Suzanne Mubarak, li va atorgar el títol honorífic de «Mare dels metges egipcis». El 1991 va ser la primera dona de fora d'Europa que va rebre el premi Elisabeth Norgall.